# Pehr Lithner
Pehr Lithner (i riksdagen kallad Lithner i Torp), född 11 juni 1825 i Mörsils församling, Jämtlands län, död 29 mars 1878 i Torps församling, Västernorrlands län, var en svensk kyrkoherde och politiker.
Han företrädde prästeståndet i Härnösands stift vid ståndsriksdagen 1862–1863. Lithner var senare ledamot av riksdagens andra kammare 1867–1872 samt 1876–1878, invald i Torps, Tuna och Njurunda tingslags valkrets i Västernorrlands län. Han tillhörde Lantmannapartiet.